# يان أليستير ماكنزي
يان أليستير ماكنزي (بالإنجليزية: Ian Alistair Mackenzie)‏ هو محامي وسياسي كندي، ولد في 27 يوليو 1890 في المملكة المتحدة، وتوفي في 2 سبتمبر 1949. حزبياً، نشط في الحزب الليبرالي الكندي. وقد انتخب عضو مجلس الشورى البريطاني وانتخب عضو مجلس الشيوخ الكندي وانتخب عضو مجلس العموم الكندي.